# Xarxa troncal

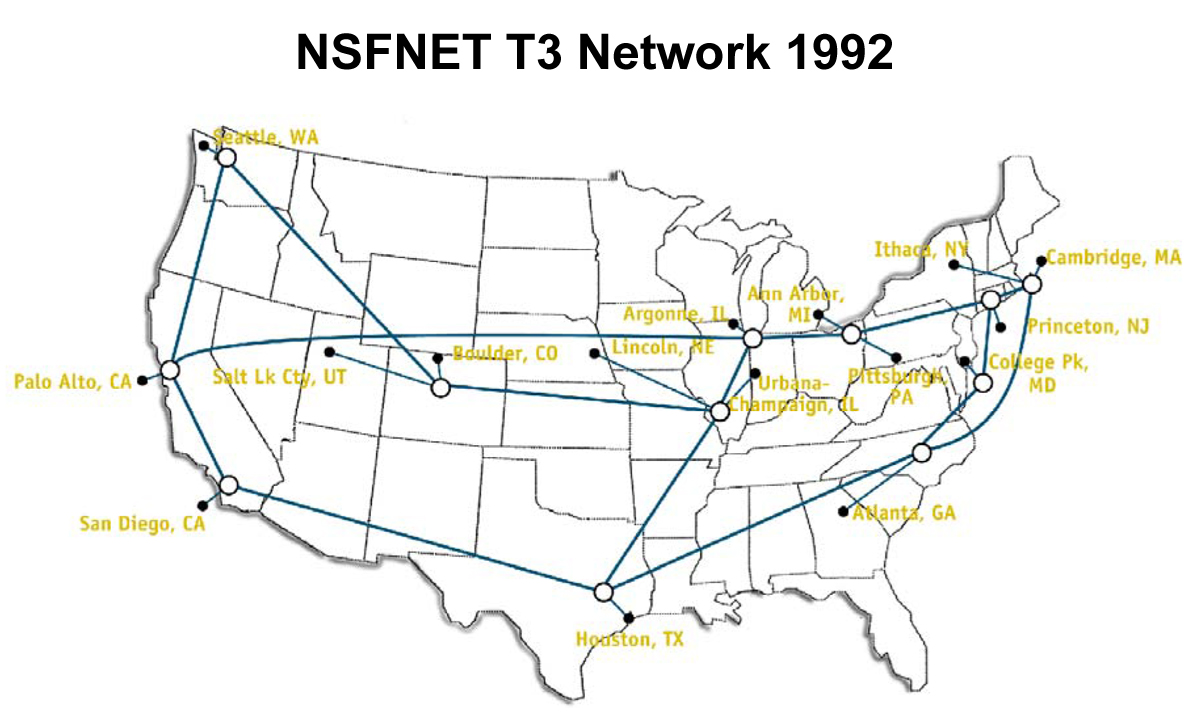
Un diagrama d'una xarxa troncal típica a nivell EUA.

Una xarxa troncal o nucli és una part d'una xarxa informàtica que interconnecta xarxes, proporcionant un camí per a l'intercanvi d'informació entre diferents LAN o subxarxes. Una columna vertebral pot unir xarxes diverses en un mateix edifici, en diferents edificis d'un entorn de campus o en àrees àmplies. Normalment, la capacitat de la columna vertebral és més gran que les xarxes connectades a ella.
Una gran corporació que tingui moltes ubicacions pot tenir una xarxa troncal que uneix totes les ubicacions, per exemple, si cal que accedeixin a un clúster de servidors diferents departaments d'una empresa que es troben en diferents ubicacions geogràfiques. Les peces de les connexions de xarxa (per exemple: Ethernet, sense fil) que uneixen aquests departaments s'esmenten sovint com a columna vertebral de la xarxa. Sovint es té en compte la congestió de la xarxa durant el disseny de backbones.
Un exemple de xarxa troncal és el backbone d'Internet.

## Història
La teoria, els principis de disseny i la primera instanciació de la xarxa troncal provenien de la xarxa central telefònica quan el trànsit era purament de veu. La xarxa central era la part central d'una xarxa de telecomunicacions que proporcionava diversos serveis als clients connectats per la xarxa d'accés. Una de les funcions principals era dirigir les trucades telefòniques a través de la PSTN.

## Funcions
Les xarxes bàsiques normalment proporcionaven les funcions següents:
1. Agregació: el nivell més alt d'agregació en una xarxa de proveïdors de serveis. El següent nivell de la jerarquia sota els nodes bàsics són les xarxes de distribució i després les xarxes de punta. Els equips de les instal·lacions del client (CPE) normalment no es connecten a les xarxes bàsiques d'un gran proveïdor de serveis.
2. Autenticació: la funció per decidir si l'usuari que sol·licita un servei a la xarxa de telecomunicacions està autoritzat a fer-ho dins d'aquesta xarxa o no.
3. Control/canvi de trucades: el control de trucades o la funcionalitat de commutació decideix el curs futur de la trucada en funció del processament de la senyalització de la trucada. Per exemple, la funcionalitat de commutació pot decidir en funció del "número trucat" que la trucada s'enviï cap a un abonat dins de la xarxa d'aquest operador o amb la portabilitat de números més freqüent a la xarxa d'un altre operador.
4. Càrrega: aquesta funcionalitat de col·lecció i processament de dades de càrrega generades per diversos nodes de xarxa. Dos tipus habituals de mecanismes de càrrega que es troben a les xarxes actuals són la càrrega prepagada i la càrrega postpagament. Vegeu Comptabilitat automàtica de missatges.
5. Invocació del servei: la xarxa principal realitza la tasca d'invocació del servei per als seus subscriptors. La invocació del servei pot tenir lloc en funció d'alguna acció explícita (per exemple, transferència de trucades) per part de l'usuari o implícitament (trucada en espera). Tanmateix, és important tenir en compte que l'"execució" del servei pot ser o no una funcionalitat bàsica de la xarxa, ja que la xarxa/nodes de tercers poden participar en l'execució real del servei.
6. Passarel·les: les passarel·les hauran d'estar presents a la xarxa central per accedir a altres xarxes. La funcionalitat de la passarel·la depèn del tipus de xarxa amb la qual es connecta.

Físicament, una o més d'aquestes funcionalitats lògiques poden existir simultàniament en un node de xarxa central determinat.
A més de les funcionalitats esmentades anteriorment, les següents també formaven part d'una xarxa central de telecomunicacions:
- O&M: centre d'operacions i manteniment o sistemes de suport a les operacions per configurar i subministrar els nodes de la xarxa central. Nombre d'abonats, tarifa de trucades en hora punta, naturalesa dels serveis, preferències geogràfiques són alguns dels factors que afecten la configuració. La recollida d'estadístiques de xarxa (Gestió del rendiment), el seguiment d'alarmes (Gestió de fallades) i el registre de diverses accions de nodes de xarxa (Gestió d'esdeveniments) també es produeix al centre d'O&M. Aquestes estadístiques, alarmes i rastres formen eines importants perquè un operador de xarxa pugui controlar la salut i el rendiment de la xarxa i improvisar-hi.
- Base de dades d'abonats: la xarxa central també allotja la base de dades d'abonats (per exemple, HLR en sistemes GSM). Els nodes de la xarxa central accedeixen a la base de dades de subscriptors per a funcions com l'autenticació, la creació de perfils, la invocació de serveis, etc.